# Toshio Iwatani
Toshio Iwatani (24. oktober 1925 - 1. marts 1970) var en japansk fodboldspiller.

## Japans fodboldlandshold
| Japans landshold | Japans landshold | Japans landshold |
| År               | Kmp              | Mål              |
| ---------------- | ---------------- | ---------------- |
| 1951             | 3                | 2                |
| 1952             | 0                | 0                |
| 1953             | 0                | 0                |
| 1954             | 2                | 2                |
| 1955             | 2                | 0                |
| 1956             | 1                | 0                |
| Total            | 8                | 4                |